# Tseren Dondov
Pour les articles homonymes, voir Dhondup et Tsering Döndrub (homonymie).
Tseren Dondov (mongol cyrillique : Цэрэндондов) ou Grand Tserendondov (Их Цэрэндондов, chinois : 大策凌敦多布), parfois écrit Tséreng Dondoub,Tsereng Dondub, encore Tseren Dondub ou encore  Tsering Dondub tibétain : ཚེ་རིང་དོན་གྲུབ, Wylie : tshe ring don grub, est un khan tchoros-oïrat du Khanat dzoungar, dont le domaine est autour du Lac Zaïssan, et du fleuve Imil. Son père est Sengge Khuntaiji, et il est également le frère du Khong Tayiji, Tsewang Rabtan dont il est général.

## Biographie
En juin 1717, son frère l'envoie  au Tibet contre Lkhazan Khan, khan qoshot (également Dzoungar) et Roi du Tibet, prendre le pouvoir. Accompagné de 6 000 hommes, Tseren Dondov, passe par Khotan, la cordillère du Kunlun, les hauts plateaux désertiques du Tibet, le district de Nagtchou-dzong, où, Lkhazan Khan se livrait généralement au plaisir de la chasse. Ce dernier réussissait à le bloquer entre le district de Nagtchou-dzong et le Tengri nuur (mongol cyrillique : Тэнгри-нуур, littéralement lac céleste), sans doute au pas du Chang-chong-la, jusqu'à octobre. Lkhazang Khan finit par se réfugié à Lhassa. Le 2 décembre 1717, à la suite d'une trahison, Tseren Dondov rentre dans Lhassa et après 3 jours de bataille, tue Lkhazang Khan.